# The Little Girl Next Door (film 1916)
The Little Girl Next Door è un film muto del 1916 diretto da Richard Foster Baker e M. Blair Coan.

## Trama
Il Comitato per le Attività Morali di Chicago intervista alcune donne destinate alla prostituzione e scampate alla tratta delle bianche dopo che nel distretto di Tenderloin era stato debellato quel tipo di traffico criminale.

## Produzione
Il film fu prodotto dalla Essanay Film Manufacturing Company.

## Distribuzione
Distribuito dalla General Film Company, il film uscì nelle sale cinematografiche USA nel maggio 1916.